# Azok a csodálatos Baker fiúk
Azok a csodálatos Baker fiúk, eredeti címén The Fabulous Baker Boys egy 1989-ben bemutatott amerikai filmdráma Jeff Bridges, Beau Bridges és Michelle Pfeiffer főszereplésével. A bárzenészek világában, elegáns szállodai bárokban, füstös jazz-kocsmákban játszódó filmben számos közismert dal hallható, de ennek ellenére nem szokás a zenés filmek közé sorolni. A testvéri szeretetről, együtt zenélésről, az azzal sokszor nehezen összeegyeztethető szerelemről szóló csöndes, szomorkás hangulatú filmet Magyarországon is bemutatták a mozikban.

## Cselekmény
|  | Alább a cselekmény részletei következnek! |

Jack és Frank Baker testvérek, mindketten zongoristák. Évtizedek óta együtt lépnek fel, főként szállodák bárjaiban. Duójuk neve: „A csodálatos Baker fiúk” (The Fabulous Baker Boys). Főként régi, csöndes világslágereket és jazz-számokat játszanak idősebb és jól szituált közönségüknek. 
A két testvér egymás ellentéte. Frank a duó feje, ő intézi a fellépéseket, üzleti ügyeket, a menedzseri feladatokat. Zeneileg kevésbé tehetséges mint öccse, kissé sótlan, de pontos, megbízható és fegyelmezett. A zenélést legjobb tudásával műveli, de amit csinálnak, azt elsősorban munkának, megélhetésnek, szórakoztatóiparnak, nem pedig művészetnek tekinti. Harmonikus családi életet él feleségével és két gyermekével.
Öccse, Jack pontosan az ellentéte. Kirobbanóan tehetséges, de igazi művészlélek. Szinte kényszeresen precíz bátyjával szemben laza, kissé pontatlan. Bohém életet él, szállodai pincérnőkkel szórakozik, egyetlen állandó társa öreg labrador kutyája. A fellépésekkel és az üzlettel kapcsolatban a legkisebb feladata sincs. Egész napja szabad, egyetlen dolga, hogy este leüljön a zongora elé és testvérével együtt leadjon egy másfél órás műsort. Jelenlegi munkáját a duóban egyre terhesebb kötelességnek érzi, inkább füstös jazz-kocsmákban játszana neki tetsző zenéket.
A duó tizenöt évnyi működés után kezd kifáradni, rutinból játszanak unott közönségnek. A sikerek már messze nem a régiek, a meghívások száma is fogyatkozni kezd. Noha azért még akad fellépés, a minden változástól tartó Frank maga javasolja, hogy próbáljanak meg énekesnőt szerezni harmadik tagnak.
A kínosan rosszra sikerült és eredménytelen meghallgatások után már mennének haza, mikor másfél óra késéssel egy különös, szabadszájú, kevéssé tekintélytisztelő lány esik be. Mikor a késés miatt nem akarják meghallgatni, cinikusan kiosztja őket. Lesz ami lesz alapon adnak neki egy lehetőséget. Meglepve tapasztalják, a semmi zenei képzéssel és zenei tapasztalattal nem rendelkező Suzie Diamond kirobbanóan tehetséges.
Próbaidőre felveszik, de már az első előadás során hatalmas sikert aratnak. A trióvá bővült duót még oda is visszahívják, ahonnan pár hete eltanácsolták. Újra sikeresek lesznek, de a problémák nem csökkennek, hanem inkább fokozódnak. Frank továbbra is a régi, bevált stílust folytatná, Jack viszont továbbra is elégedetlen, úgy érzi, zeneileg nem tud kiteljesedni a jelenlegi keretek között. Suzie úgy érzi, nem tekintik őt egyenrangú félnek az együttesben.
Noha nem történik köztük semmi, Jack és Suzie között egyfajta vonzalom kezd kibontakozni, amit Frank a trió veszélyeztetésének fog fel. A trió az év végét egy üdülő-szállóban tölti. Frank egyik gyerekét kisebb baleset éri, hazautazik hozzá. Jack és Suzie ketten tartják meg a szilveszteri műsort, majd utána megtörténik köztük az a dolog, amitől Frank annyira félt, de az sem hoz számukra egyebet, mint gyötrődést.
Év elején felszínre kerülnek az addig padló alá söpört problémák. Franknek nem tetszik, hogy a következő évi műsor megbeszélésekor Suzie kritikákkal illeti legkedvesebb műsorszámait. Suzie szerint azok a régi, milliószor hallott és elcsépelt dalok olyanok, mint a petrezselyemdísz egy ételen, aminek senki sem venné észre a hiányát. Frank erre megjegyzi, Suzie a petrezselyem a trióban, más szóval ő a bármikor mellőzhető, lényegtelen kellék. Suzie feláll az asztaltól azzal, „ha még sokáig itt ülök, elhányom magam tőletek”.
Mikor egy fellépésről ketten hazafelé sétálnak, Suzie Frankre és az együttesre is lekicsinylő megjegyzéseket tesz. Jack mindkettő védelmére kel, miszerint Suzie pár hét után talán ne kritizáljon olyanokat, akik több évtizede a pályán vannak. Frank meg lehet, hogy nem a világ legjobb zongoristája, de nem kell félteni, helyén van az esze, Suzie nélkül is boldogulni fognak, ha akar, mehet. Suzie erre Jacket egy jéghideg, kiüresedett, gyáva, önmagát becsapó, az álmaiért harcolni nem képes lúzernek nevezi, mire Jack azt válaszolja, nem is tudta, hogy a kurvák ilyen filozofikusak (utalva Suzie múltjára). Suzie ezután elvállal egy korábban felajánlott lehetőséget reklámdalok éneklésére, kilép a zenekarból és Jack életéből. Frank és Jack ismét ketten maradnak, de a szakítás köztük is érlelődik.
Frank egy jótékonysági tévéműsorban ingyen elvállal egy fellépést. Kiderül, egy jelentéktelen tévécsatorna hajnali műsorának pénzgyűjtő akciójában kell résztvenniük. Mikor egyetlen előadandó számukat sem hagyják egy tételben eljátszani a reklám miatt, Jack indulatosan feláll és elmegy, a stúdióban miatta botrány és kis híján verekedés tör ki. Mikor hazafelé Frank a szemére veti, hogy egy profi nem viselkedhet így, Jack gyáva seggnyalónak nevezi bátyját. Egy végső vita zajlik le köztük, évtizedek sérelmei kerülnek felszínre.
Eddig mindkettőjüknek megvolt a maga szerepe, Jack volt a zenész, Frank az üzletember. Mostanra viszont Frank úgy érzi, a megbízhatatlan, alkoholizmus határán álló művészlélek Jack nélküle csak egy elzüllött utcazenész lenne. Jack viszont nem tartja nagy zenésztehetségnek bátyját, úgy érzi, az ő zenei tehetsége vitte a duót évtizedekig. Az eldurvuló vita során ugyanazt vágja bátyja szemére, amit korábban ő kapott Suzietől. A gyávaságra Frank azt válaszolja, ő is szívesen bepancsolna néha az ilyen alakoknak mint a tévéstúdióban, de nem teheti meg, mert családja van, akiknek enni kell adnia, akikért felelősséggel tartozik, ez üzlet, ahol nincs helye az érzékenységnek. A zenekar szétzüllesztéséért Suziet, illetve Suzie és Jack kapcsolatát okolja. Mikor Jack bátyja zenekarvezetői és menedzseri képességeit is kétségbe vonja, összeverekednek az utcán. A duó évtizedes története ezen az estén végetért.
Másnap Jack elmegy Frank házába, aki már pakolja a szemeteszsákokba zenei múltjuk több évtizedes emlékeit. Hosszú idő után először megnyílnak egymásnak és komolyan elbeszélgetnek. Jack elárulja, nem bírja tovább, hogy minden nap ugyanazokat a számokat kell játszania szállodai bárokban, nem jön vissza a duóba, eddig is csak Frank miatt csinálta, ezután jazz-klubokban fog fellépni. Frank erre elmondja, ő is csak a családjáért és Jackért csinálta, ezentúl is meg fog élni, zongoratanárként folytatja pályáját. Búcsúzóul felbontják azt az üveg italt, amit első közös fellépésükkor kaptak azzal, majd csak akkor bontsák fel, ha ez az üveg fogja a fájdalmat tompítani, majd közösen utoljára eljátszanak egy vidám számot.
Jack megkeresi Suziet, elbeszélgetnek, majd külön utakon folytatják. Talán egyszer még találkoznak.
|  | Itt a vége a cselekmény részletezésének! |

## Forgatási helyszínek
A film a cselekmény szerint Seattle városában játszódik. A városkép szempontjából meghatározó jeleneteket ott, az egyéb jeleneteket Los Angelesben forgatták.

## Érdekességek
- Suzie szerepére többek között Madonna is szóba került.
- Michelle Pfeiffer nem rendelkezett zenei előképzettséggel. Két hónapon keresztül napi tíz órát gyakorolt egy énektanár segítségével.
- Jeff és Beau Bridges gyerekkorukban tanultak zongorázni, de tudásuk semmiképp nem volt elegendő a filmhez. A komolyabb jelenetekben nem az ő játékuk hallható.

## Szereplők
- Jeff Bridges – Jack Baker, a duó művészlélek, tehetségesebbik tagja
- Beau Bridges – Frank Baker, a duó vezetője, egyben menedzsere, a zenélést megélhetésnek tekinti
- Michelle Pfeiffer – Suzie Diamond, egykori könnyűlány, az együttes énekesnője
- Jennifer Tilly – Blanche, művésznevén Monica, a válogatás első résztvevője, pincérnő
- Xander Berkeley – Lloyd, bártulajdonos
- Ellie Raab – Nina, Jack szomszédjában lakó kislány
- Dakin Matthews – Charlie, bártulajdonos

## A film teljes zeneanyaga
zárójelben a szerzők, a film itt fel nem tüntetett kísérőzenéjét Dave Grusin szerezte
- People (Jule Styne & Bob Merrill) – Dave Grusin & John Hammond
- Jingle Bells (James Pierpoint) – Ellie Raab
- The Candy Man (Leslie Bricusse & Anthony Newley) – Jennifer Tilly
- The Girl from Ipanema (Antonio Carlos Jobim, Norman Gimbel & Vinicius de Moraes) – Dave Grusin & John Hammond
- Up, Up and Away (Jimmy Webb) – D.D. Howard
- My Way (Paul Anka, Gilles Thibault, Claude François & Jacques Revaux – Lisa Raggio
- I Go to Rio (Peter Allen & Adrienne Anderson) – Wendy Goldman
- Tiny Bubbles (Leon Pober) – Carole Ita White
- I'm So Excited (Anita Pointer, June Pointer, Ruth Pointer & Trevor Lawrence) – Krisie Spear and Martina Finch and Vickilyn Reynolds and Karen Hartman
- Feelings (Louis Gasté & Morris Albert) – Winifred Freedman and Michelle Pfeiffer
- Bluebird (Alan Hawkshaw)
- More Than You Know (Edward Eliscu, Billy Rose & Vincent Youmans) – M. Pfeiffer
- Can't Take My Eyes Off You (Bob Crewe & Bob Gaudio) – Michelle Pfeiffer
- Jingle Bells (James Pierpoint) – Jon Charles
- Ten Cents a Dance (Richard Rodgers & Lorenz Hart) – Michelle Pfeiffer, Jeff Bridges & Beau Bridges
- Perdido (Juan Tizol) – Duke Ellington Orchestra
- Lullaby of Birdland (George Shearing) – Louis Spears, Kenny Dennis & Joel Scott
- The Look of Love (Burt Bacharach & Hal David) – Michelle Pfeiffer
- Prelude to a Kiss (Duke Ellington, Irving Gordon, Irving Mills) – Duke Ellington Orchestra
- Moonglow (Will Hudson, Edgar De Lange & Irving Mills) – Benny Goodman Quartet
- Do Nothin' Till You Hear From Me (Duke Ellington & Bob Russell) – Duke Ellington Orchestra
- Makin' Whoopee (Walter Donaldson & Gus Kahn) – Michelle Pfeiffer
- Solitude (Duke Ellington, Edgar De Lange & Irving Mills) – Tony Bennett
- Sweet Georgia Brown (Ben Bernie, Maceo Pinkard & Kenneth Casey) – Rick Riccio
- The Pea Song (Steve Kloves, Michelle Pfeiffer) – Michelle Pfeiffer
- You're Sixteen (You're Beautiful and You're Mine) (Robert B. Sherman & Richard M. Sherman) – Jeff Bridges & Beau Bridges
- My Funny Valentine (Lorenz Hart & Richard Rodgers) – Michelle Pfeiffer

## Filmzenei album
A GRP Records által kiadott filmzenei album tartalmazza Dave Gruisin kísérőzenéjét, három dalt Michelle Pfeiffer énekével, valamint a Moon Glow című szám eredeti, régi hangfelvételét Benny Goodman előadásában.  
- Main Title (Jack's Theme)
- Welcome to the Road
- Makin' Whoopee (Michelle Pfeiffer)
- Suzie and Jack
- Shop till You Bop
- Soft on Me
- Do Nothin' Till You Hear From Me
- Moment of Truth
- Moon Glow
- Lullaby of Birdland (Michelle Pfeiffer)
- My Funny Valentine (Michelle Pfeiffer)